# Little Fires Everywhere
Little Fires Everywhere est une mini-série américaine en 8 épisodes de 53 à 66 minutes, développée par Liz Tigelaar et diffusée entre le 18 mars et le 22 avril 2020 sur le service Hulu.
Il s'agit d'une adaptation du roman La Saison des feux de l'auteur américaine Celeste Ng, publié en 2017 aux États-Unis.
Au Canada et dans tous les pays francophones, elle a été diffusée intégralement sur le service Prime Video, d'abord le 22 mai 2020 en version originale sous-titrée puis le 24 juillet 2020 en version française.

## Synopsis
En 1997, Mia Warren arrive dans le quartier de Shaker Heights dans l'Ohio avec sa fille, Pearl, une lycéenne très douée et qui a un don pour écrire des poèmes. Mère célibataire, Mia est artiste et photographe, ce qui l'oblige à souvent déménager pour trouver l'inspiration, ce qui ne plaît pas forcément à Pearl.
À Shaker Heights, elles s'installent dans une belle demeure louée par Elena Richardson, une mère de famille et journaliste à mi-temps. En apparence, Elena semble être la mère de famille parfaite, avec un mari avocat et des enfants à l'avenir tout tracé. Les enfants Richardson tissent d'ailleurs assez vite un lien amical avec Pearl. Néanmoins, Mia et Elena vont commencer se méfier l'une de l'autre.
Alors qu'Elena va se mettre à fouiller dans le passé de Mia, cette dernière va bousculer le quotidien des Richardson quand elle va aider sa collègue, Bebe Chow, une immigrée chinoise dont le secret est lié à l'entourage d'Elena.

## Distribution

### Acteurs principaux
- Reese Witherspoon (VF : Laura Blanc) : Elena Richardson
- Kerry Washington (VF : Marjorie Frantz) : Mia Warren
- Joshua Jackson (VF : Alexandre Gillet) : Bill Richardson
- Rosemarie DeWitt (VF : Julie Dumas) : Linda McCullough
- Jade Pettyjohn (VF : Adeline Chetail) : Alexandra « Lexie » Richardson
- Lexi Underwood (VF : Léopoldine Serre) : Pearl Warren
- Megan Stott (VF : Clara Quilichini) : Isabelle « Izzy » Richardson
- Gavin Lewis (en) (VF : Tom Trouffier) : Michael « Moody » Richardson
- Jordan Elsass (VF : Maxime Baudouin) : Trip Richardson

### Acteurs récurrents
- Huang Lu (VF : Geneviève Doang) : Bebe Chow
- SteVonté Hart (VF : Alexis Gilot) : Brian Harlins
- Paul Yen (VF : Benjamin Gasquet) : Scott
- Geoff Stults (VF : Arnaud Arbessier) : Mark McCullough
- Colby French (VF : Pascal Casanova) : Lou
- Isabel Gravitt (VF : Lisa Caruso) : April Jarvis

### Acteurs invités
- Jesse Williams (VF : Rémi Caillebot) : Joe Ryan (3 épisodes)
- Jaime Ray Newman (VF : Anne Dolan) : Elizabeth Manwill (3 épisodes)
- Sarita Choudhury (VF : Laëtitia Laburthe-Tolra) : Anita Rees (3 épisodes)
- Byron Mann (VF : Stéphane Pouplard) : Ed Lan (3 épisodes)
- Austin Basis (en) : le principal Peters (2 épisodes)
- AnnaSophia Robb : Elena Richardson dans les années 70 à 80 (2 épisodes)
- Luke Bracey : Jamie Caplan (2 épisodes)
- Obba Babatundé (VF : Jean-Paul Pitolin) : George Wright (2 épisodes)
- Melanie Nicholls-King (en) (VF : Virginie Emane) : Regina Wright (2 épisodes)
- Nicole Beharie (VF : Pascale Mompez) : Madeline Ryan (2 épisodes)
- Tiffany Boone : Mia Warren dans les années 70 à 80 (épisode 6)
- Aubrey Joseph : Warren Wright (épisode 6)
- Anika Noni Rose : Pauline Hawthorne (épisode 6)
- Matthew Barnes : Bill Richardson dans les années 80 (épisode 6)
- Britt Robertson : Rachel (épisode 6)
- Alona Tal : Linda McCullough dans les années 80 (épisode 6)
- Andy Favreau : Mark McCullough dans les années 80 (épisode 6)
- Jessica Tuck : Caroline Ellis (épisode 6)
- Kristoffer Polaha : un journaliste (épisode 7)

 Source et légende : version française (VF) sur RS Doublage  et Doublage Séries Database

## Production

### Développement
Reese Witherspoon et sa collaboratrice Lauren Neustadter découvrent le roman La Saison des feux de Celeste Ng avant même la publication du livre. Witherspoon cherchait à l'époque des livres inédits pour les proposer lors de son club de lecture. Elle fait alors découvrir le livre à Kerry Washington et les deux actrices approchent par la suite Liz Tigelaar pour en faire une mini-série. ABC Signature Studios, une division d'ABC Studios, rejoint alors le projet, le studio étant en contrat avec Witherspoon et Washington.
En mars 2018, le studio lance la production alors qu'aucune chaîne ou service n'a encore été approché pour diffuser la série. Quelques jours plus tard, le service Hulu devient le diffuseur de la série et dévoile qu'elle sera composée de huit épisodes. Bien qu'il fasse parti du même groupe que ABC Studios, le service remporte la série via des enchères, plusieurs chaînes et services ayant approchés le studio pour en devenir le diffuseur.

### Tournage
Le tournage de la série s'est déroulé principalement à Los Angeles entre le 31 mai et le 23 octobre 2019. Les scènes devant la maison de Mia ont été tournées à Pasadena et celles devant la maison d'Elena à Hancock Park.

### Musique
Les musiques de la série ont été composées par Mark Isham en collaboration avec Isabella Summers du groupe Florence and the Machine. La bande originale de la série a été publiée par Hollywood Records et contient, en plus des compositions originales, des reprises par divers artistes ainsi qu'une chanson originale d'Ingrid Michaelson.
Liste des titres
| 1.    | Little Fires Everywhere Main Title | Mark Isham et Isabella Summers | 1:14 |
| 2.    | Mothers and Daughters              | Mark Isham et Isabella Summers | 1:55 |
| 3.    | The Richardson House               | Mark Isham et Isabella Summers | 1:46 |
| 4.    | Bebe Arrives                       | Mark Isham et Isabella Summers | 2:48 |
| 5.    | In the Air Tonight                 | Judith Hill                    | 3:11 |
| 6.    | Mia Lights a Fire                  | Mark Isham et Isabella Summers | 4:05 |
| 7.    | The Photograph                     | Mark Isham et Isabella Summers | 3:24 |
| 8.    | Three Mothers                      | Mark Isham et Isabella Summers | 2:29 |
| 9.    | Uninvited                          | BELLSAINT                      | 4:08 |
| 10.   | Feeling It                         | Mark Isham et Isabella Summers | 3:04 |
| 11.   | Bitch                              | Ruby Amanfu (en)               | 2:54 |
| 12.   | Why Keep Secrets                   | Mark Isham et Isabella Summers | 1:46 |
| 13.   | Pictures of You                    | Lauren Ruth Ward               | 4:07 |
| 14.   | Setting Fires                      | Mark Isham et Isabella Summers | 2:03 |
| 15.   | Build It Up – Instrumental         | Mark Isham et Isabella Summers | 5:33 |
| 16.   | Build It Up                        | Ingrid Michaelson              | 3:49 |
| 48:45 |                                    |                                |      |

### Fiche technique
- Titre original : Little Fires Everywhere
- Développement : Liz Tigelaar, d'après le roman La Saison des feux de Celeste Ng
- Décors : Jessica Kender
- Costumes : Lyn Paolo
- Casting : David Rubin
- Musique : Mark Isham et Isabella Summers
- Production : Celeste Ng, Shannon Huston, Rosa Handelman et Harris Danow
- Producteur délégués : Lynn Shelton, Liz Tigelaar, Kerry Washington, Pilar Savone, Reese Witherspoon et Lauren Neustadter
- Sociétés de production : Best Day Ever Productions, Simpson Street, Hello Sunshine et ABC Signature Studios
- Sociétés de distribution : Hulu (télévision, États-Unis) et ABC Studios (globale)
- Pays d'origine :  États-Unis
- Langue originale : anglais
- Format : Couleur - 16:9 - 1080p (HDTV) - son Dolby Digital 5.1
- Genre : Drame
- Durée : 53–66 minutes
- Public :
  -  États-Unis :  (interdit aux moins de 17 ans, réservé aux adultes)

 Sauf indication contraire, les informations mentionnées dans cette section peuvent être confirmées par la base de données cinématographiques IMDb,  présente dans la section « Liens externes ».

## Épisodes
1. L'Étincelle (The Spark)
2. Face à soi-même (Seeds and All)
3. Soixante-dix cents (Seventy Cents)
4. La Toile d'araignée (The Spider Web)
5. La Photo (Duo)
6. Apprentissage (The Uncanny)
7. Portrait de famille (Picture Perfect)
8. La Cage dorée (Praire Fire)

## Accueil

### Audiences
Aux États-Unis, la série n'est pas diffusée à la télévision mais sur le service Hulu. Il est donc impossible de connaître l'audience de la série dans son pays d'origine. Néanmoins, Hulu annoncera qu’au cours de ses soixante premiers jours sur la plateforme, Little Fires Everywhere est devenue la série la plus regardée de l'histoire du service.

### Critiques
La mini-série a reçu des critiques généralement positives sur Rotten Tomatoes, recueillant 80 % de critiques positives, avec une note moyenne de 7,09/10 sur la base de 75 critiques collectées, lui permettant d'obtenir le statut « Frais », le certificat de qualité du site.
Le consensus critique établi résume que « même si Little Fires Everywhere peut parfois faire dans la facilité, elle prend son envol quand elle aborde des sujets difficiles et osés ». Le consensus souligne également les performances de Reese Witherspoon et Kerry Washington, et considère qu'elles forment un très bon duo.
Sur Metacritic, la saison obtient une note de 70/100 basée sur 30 critiques collectées.